# 峨眉蛇根草
峨眉蛇根草（学名：Ophiorrhiza chinensis f. emeiensis）为茜草科蛇根草属中华蛇根草下的一个变型。

## 扩展阅读
- 維基物種上的相關：峨眉蛇根草